# Şahsevän Täzäkänd
Şahsevän Täzäkänd (azerbajdzjanska: Şahsevən Təzəkənd; tidigare ryska: Шахсеван-Тазакенд: Sjachsevan-Tazakend) är en ort i Azerbajdzjan.   Den ligger i distriktet Ağcabädi, i den centrala delen av landet, 230 km väster om huvudstaden Baku. Şahsevän Täzäkänd ligger 108 meter över havet och antalet invånare är 651.
Terrängen runt Şahsevän Täzäkänd är platt. Närmaste större samhälle är Hindarx, 7,6 km norr om Şahsevän Täzäkänd.
Trakten runt Şahsevän Täzäkänd består till största delen av jordbruksmark. Runt Şahsevän Täzäkänd är det ganska tätbefolkat, med 139 invånare per kvadratkilometer.